# Josef Schneider (évêque)
Pour les articles homonymes, voir Schneider.
Josef Schneider (né le 5 février 1906 à Nuremberg, mort le 18 janvier 1998 à Bamberg) est archevêque de Bamberg de 1955 à 1976.

## Biographie
Josef Schneider va au Collegium Germanicum et Hungaricum à Rome et étudie la théologie catholique et la philosophie. Josef Schneider reçoit l'ordination le 25 octobre 1931. Il est d'abord chapelain. L'archevêque Johann Jakob von Hauck lui permet en 1932 de poursuivre des études de doctorat à Rome, où il étudié à l'université pontificale grégorienne et obtient un doctorat en philosophie et en théologie. À son retour, il travaillé dans la pastorale de Bamberg et de Trunstadt. Plus tard, il est sous-régent du séminaire de Bamberg. En 1945, il est nommé professeur au collège philosophico-théologique de Bamberg.
Schneider est nommé archevêque de Bamberg le 16 mai 1955 par le pape Pie XII. Sa consécration épiscopale lui est accordée par l'archevêque de Munich et de Freising, le cardinal Josef Wendel, le 13 juillet de la même année. La consécration est aussi donnée par l'évêque d'Eichstätt, Joseph Schröffer, et l'évêque auxiliaire de Bamberg Artur Michael Landgraf. Il participe aux quatre sessions du concile Vatican II et est largement impliqué dans la commission pour la révision du code ecclésiastique. En 1966, il accueille la 81e Katholikentag à Bamberg. Le 30 juillet 1976, le pape Paul VI accepte sa démission en raison de sa santé.

### Source, notes et références
- (de) Cet article est partiellement ou en totalité issu de l’article de Wikipédia en allemand intitulé « Josef Schneider (Bischof) » (voir la liste des auteurs).
- Notices d'autorité :   - VIAF
  - ISNI
  - IdRef
  - LCCN
  - GND
  - Italie
  - Pays-Bas
  - WorldCat